# Zabójstwo Elizabeth Sennett
Zabójstwo Elizabeth Sennett – zabójstwo dokonane 18 marca 1988 w hrabstwie Colbert. Kobietę znaleziono we własnym domu z ranami bezpośrednio zagrażającymi jej życiu i przetransportowano do szpitala, gdzie zmarła.
W toku śledztwa wyszło na jaw, że mąż kobiety, pastor Charles Sennett Sr. wynajął stopniowo trzech mężczyzn, płacąc każdemu po 1000 dolarów. Motywem działania pastora miały być jego długi oraz chęć uzyskania pieniędzy z ubezpieczenia. Mężczyźni dostali pieniądze by kupić pistolet, ale zamiast tego próbowali zabić kobietę nożem oraz losowymi przedmiotami z domu.

## Przestępstwo i dochodzenie
Charles Sennett wynajął Billy'ego Graya Williamsa, jednego ze swoich lokatorów, aby zamordował jego żonę, 45-letnią Elizabeth Dorlene Sennett. Przestępca zwrócił się z kolei do Kennetha Eugene'a Smitha i Johna Forresta Parkera, aby mu pomogli. Sennett miał zapłacić każdemu z mężczyzn 1000 dolarów za morderstwo.
18 marca 1988 roku Smith i Parker przybyli do domu Sennettów i powiedzieli Elizabeth, że Charles pozwolił im zrobić rekonesans terenu w celach łowieckich. Elizabeth zadzwoniła do Charlesa, który kazał jej wpuścić dwóch mężczyzn do środka. Charles również dostarczył mężczyznom środki finansowe, aby kupić broń palną do zabicia Elizabeth. Jednak Smith i Parker zdecydowali się wydać pieniądze na narkotyki. Zamiast broni palnej wzięli ze sobą nóż survivalowy o długości sześciu cali (ok. 15 cm). Podczas gdy mężczyźni chodzili po terenie, Elizabeth pozostała wewnątrz. Następnie dwaj mężczyźni zapukali do drzwi i poprosili o skorzystanie z łazienki, na co Elizabeth zgodziła się. Podczas gdy Parker był w łazience, Smith podkradł się do Elizabeth i zaatakował ją. Do jej pobicia Smith użył różnych przedmiotów z domu w tym jak zeznał elementu zestawu kominkowego, laski do chodzenia oraz kawałka rurki galwanizowanej. Po chwili do zbrodni dołączył Parker. Po pobiciu Elizabeth została dźgnięta osiem razy nożem survivalowym, co ostatecznie stało się przyczyną jej śmierci.
Szeryf Ronnie May był jednym z pierwszych na miejscu zdarzenia. Już wówczas tętno Elizabeth było dla niego niewyczuwalne, jednak gdy przyjechali ratownicy medyczni, to stwierdzili, że Elizabeth jeszcze żyje. Ronnie May zeznał później, że mąż Elizabeth „prawie upadł”, gdy dowiedział się, że żona jeszcze żyje. Ostatecznie w szpitalu lekarze stwierdzili jej śmierć.
Śledczy podejrzewali, że napad na dom został zaaranżowany, aby wyglądał na napad rabunkowy; mężczyźni zabrali magnetowid i stereo. Szeryf May pamiętał, że spotkał Charlesa Sennetta kilka tygodni wcześniej, gdy prowadzili śledztwo w innym morderstwie i musiał kilka razy prosić Sennetta, aby opuścił miejsce zdarzenia. Śledczy otrzymali telefon od Crime Stoppers, którzy podali im imiona podejrzanych. 25 marca śledczy przesłuchali Sennetta, ale ten zaprzeczył udziałowi w zbrodni przeciwko własnej żonie. Kiedy Sennett wychodził, ktoś zapytał, czy ten zna Kennetha Smitha, a Sennett miał wówczas poczerwienieć. Sennett opuścił przesłuchanie i poszedł do swojego kościoła, gdzie spotkał się ze swoimi synami i ich rodzinami oraz przyznał się do romansu i zlecenia zabicia ich matki, a swojej żony. Następnie Charles Sennett wyszedł na parking, wsiadł do swojego samochodu i postrzelił się śmiertelnie.
Śledczy otrzymali nakaz przeszukania domu Smitha i znaleźli tam magnetowid z domu Sennettów. Smith i Parker udzielili policji informacji na temat śmierci Elizabeth.

## Wyrok i egzekucja
Motywem działania pastora Sennetta miały być jego długi oraz chęć uzyskania pieniędzy z ubezpieczenia żony. Tydzień po morderstwie Elizabeth popełnił on jednak samobójstwo, zanim mogłoby dojść do procesu. Billy Williams, pierwotnie wynajęty przez Sennetta, został skazany na dożywocie bez możliwości ubiegania się o zwolnienie warunkowe i zmarł w więzieniu w 2020 roku. Kenneth Smith i John Parker zostali skazani na śmierć.
Parker został stracony poprzez zastrzyk trucizny w czerwcu 2010 roku. Smith oczekiwał na wykonanie wyroku w celi śmierci. W listopadzie 2022 roku Smith miał zostać stracony przez podanie zastrzyku, ale egzekucję wstrzymano a następnie odroczono, ponieważ zespołowi egzekucyjnemu najpierw nie udało się wkłuć igły do żyły Smitha, a potem bezskutecznie przez kilka godzin nakłuwano go w różnych miejscach ciała. Następnie zdecydowano się zastosować nową metodę wykonania kary, uduszenie azotem. W późniejszym czasie obrońcy Smitha złożyli wnioski o wstrzymanie egzekucji, ale Sąd Najwyższy Stanów Zjednoczonych je odrzucił. Egzekucja Smitha miała miejsce 25 stycznia 2024 w William C. Holman Correctional Facility w Atmore. Trwała 22 minuty, zgon stwierdzono o godzinie 20:25 czasu lokalnego. Stał się on pierwszą osobą, na której wykonano karę śmierci przy użyciu azotu.